# Emilio Martínez Garbino
Emilio Raúl Martínez Garbino (n. Gualeguaychú, 26 de julio de 1948) es un abogado y político argentino que ejerció como Diputado Nacional representando a la provincia de Entre Ríos por dos períodos no consecutivos entre 1993 y 1999, y nuevamente entre 2005 y 2009. Entre 1999 y 2003 fue intendente de la ciudad de Gualeguaychú.
Fue presidente de la sección local del Partido Justicialista hasta inicios de la década de década de 1990. En las elecciones de 1993 resultó elegido Diputado Nacional por Entre Ríos, siendo reelegido en 1997. Abandonó el Congreso en 1999 para presentarse como candidato a intendente de su ciudad natal, Gualeguaychú, tercera urbe más poblada de la provincia, triunfando por estrecho margen. Fue el primer intendente gualeguaychense de un partido político distinto al del gobernador de turno (entonces el radical Sergio Montiel) desde la restauración de la democracia. Durante su mandato debió afrontar la crisis de diciembre de 2001, que por entonces afectó al país. La gestión municipal de Martínez Garbino fue objeto de numerosos méritos y reconocimientos, y Gualeguaychú llegó a obtener en 2002 la distinción de ciudad argentina «mejor gobernada y más ordenada» en un estudio realizado por la Fundación Grupo INNOVA.
Poco antes de finalizar su período como intendente, Martínez Garbino se alejó del justicialismo local y fundó el Nuevo Espacio Entrerriano (NEE), partido provincial aliado a nivel nacional brevemente con la Afirmación para una República Igualitaria (ARI) de Elisa Carrió. Por aquella alianza se presentó como candidato a gobernador de Entre Ríos en las elecciones provinciales de 2003. Si bien se ubicó tercero detrás del justicialista Jorge Pedro Busti y el radical Sergio Varisco, Martínez Garbino logró el mejor resultado histórico para el tercer candidato más votado desde la restauración de la democracia con un 18,06%. Se impuso en Gualeguaychú por holgado margen y su espacio retuvo la intendencia con José Daniel Irigoyen como candidato.
Tras su derrota fundó la Concertación Entrerriana, coalición que mantuvo la intendencia de Gualeguaychú hasta 2007. En las elecciones legislativas de 2005 volvió a ser elegido diputado por estrecho margen, cumpliendo el período 2005-2009. No se presentó a la reelección en 2009. A partir de 2013 adhirió al sector del peronismo encabezado por Sergio Massa. En las elecciones de 2015 fue nuevamente candidato a diputado por la alianza Unidos por una Nueva Alternativa (UNA), que postulaba a Massa como candidato presidencial. Sin embargo, no obtuvo los suficientes votos para acceder al cargo ante la polarización nacional. En 2017 forjó una alianza con el Partido Socialista para sostener su candidatura a diputado nuevamente, superó las primarias obligatorias por un estrecho margen del 3,88% y en las generales se ubicó en último lugar con el 4,28% de los votos, muy lejos de lo requerido para ser elegido.